# リーディングフレーム

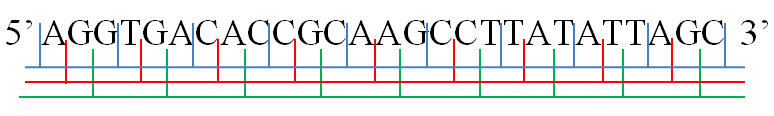
考えられるリーディングフレームの例：
AGG·TGA·CAC·CGC·AAG·CCT·TAT·ATT·AGC
A·GGT·GAC·ACC·GCA·AGC·CTT·ATA·TTA·GC
AG·GTG·ACA·CCG·CAA·GCC·TTA·TAT·TAG·C

分子生物学では、リーディングフレーム（英: reading frame）とは、核酸（DNAまたはRNA）分子内のヌクレオチド配列を、重なり合わない連続したトリプレット（三連符）の集まりに分割する方法である。これらのトリプレットが、アミノ酸、あるいは翻訳時の終止信号に相当する場合、それらをコドンと呼ぶ。
核酸分子の一本の鎖には、5′末端と呼ばれるホスホリル端と、3′末端またはヒドロキシル端がある。これらは5′→3′方向を定義する。この5′→3′方向に読み取れるリーディングフレームは3つあり、それぞれはトリプレットの異なるヌクレオチドから始まる。二本鎖の核酸では、もう一方の相補的な鎖からこの鎖に沿って5′→3′方向に、さらに3つのリーディングフレームを読み取ることができる。二本鎖核酸分子の2本の鎖は逆平行であるため、第2鎖の5′→3′の方向は、第1鎖に沿った3′→5′の方向に対応する。
一般的には、核酸の一部分の中で、生物学的に意味を持つのはせいぜい1つのリーディングフレーム（オープンリーディングフレームと呼ぶ）である。一部のウイルス転写産物は、複数のオーバーラップ（重畳）したリーディングフレームを使って翻訳できる。哺乳類のミトコンドリアDNAで、リーディングフレームがオーバーラップした例が知られている。それはATPaseの2つのサブユニットの遺伝子のコード部分である。

## 遺伝情報

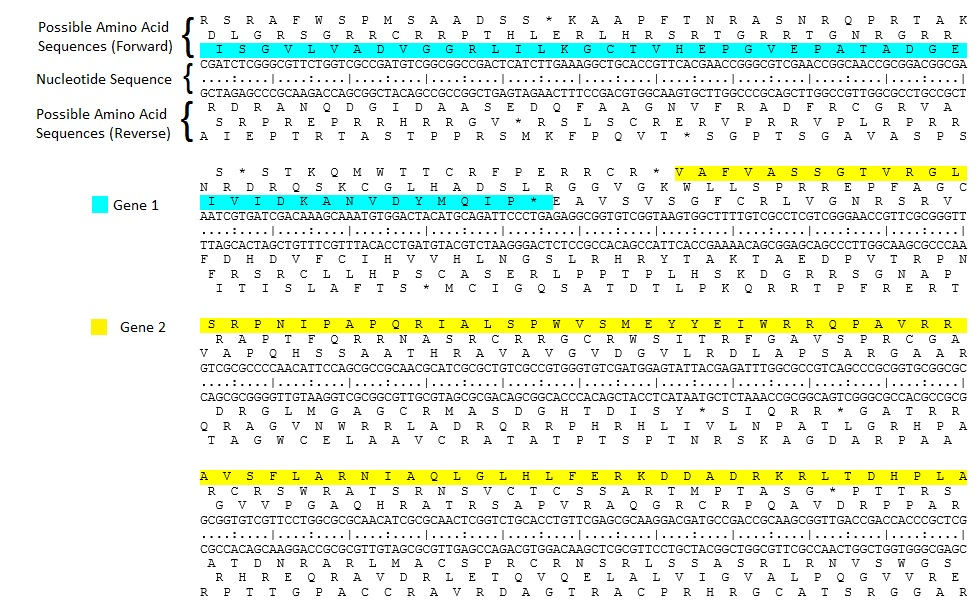
6フレーム翻訳の例

DNAは、一連の3つのヌクレオチドコドンによってタンパク質配列をコード化する。したがって、任意のDNA配列は6つの異なる方法で読み取ることができ、1つの方向に3つのリーディングフレーム（異なるヌクレオチドから始まる）と、逆方向に3つのリーディングフレームである。転写の際、RNAポリメラーゼは鋳型DNA鎖を3′→5′方向に読み取るが、mRNAは5′→3′方向に形成される。mRNAは一本鎖であるため3つの可能なリーディングフレームしかなく、そのうちの1つだけが翻訳される。mRNAのリーディングフレームのコドンは、リボソームによって5′→3′方向にアミノ酸へ翻訳され、ポリペプチド鎖が生成される。

## オープンリーディングフレーム
オープンリーディングフレーム（open reading frame、ORF）とは、RNAに転写されて、タンパク質に翻訳される可能性のあるリーディングフレームのことである。これには開始コドンから、通常3ヌクレオチドの倍数の長さを持つ後続領域を経て、同一リーディングフレーム内の終止コドンまでの連続したDNA配列を必要とする。
ミトコンドリアや葉緑体のゲノムでは、あるORFが翻訳された結果、推定されるアミノ酸配列が不明のままの場合、対応するオープンリーディングフレームは「未確認のリーディングフレーム（URF）」と呼ばれていた。たとえば、MT-ATP8遺伝子は、ヒトのミトコンドリアゲノムの配列が完全に決定されたときに、初めてURF A6Lとして記載された。

## 複数リーディングフレーム

ヒトミトコンドリア遺伝子MT-ATP8およびMT-ATP6が使用する2つのリーディングフレーム。ヒトミトコンドリアゲノムのこの領域のDNA配列は黒で示されている。2つの遺伝子は46塩基で重なっている。MT-ATP8のリーディングフレーム(赤の角括弧)はTAG終止コドン(赤丸)で終了する。MT-ATP6のリーディングフレーム(青の角括弧)はATG開始コドン(青丸)で始まる。2つの遺伝子は14個のセンスコドンが重畳しているが、異なるORFを使用しているため、それぞれのタンパク質の配列は異なる。

複数リーディングフレーム（multiple reading frames）を使用すると、オーバラップ遺伝子（overlapping gene）が生じる可能性がある。このようなものはウイルス、原核生物、およびミトコンドリアのゲノムに多数存在する可能性がある。B型肝炎ウイルスやBYDVなどの一部のウイルスは、異なるリーディングフレームの中でいくつかのオーバーラップ遺伝子を使用している。オーバーラップ遺伝子を遺伝子重複（gene duplication）と混同しないよう注意すること。
まれに、mRNAの翻訳中にリボソームがあるフレームから別のフレームに移動することがあり、これを翻訳フレームシフト（translational frameshift）と言う。これにより、mRNAの最初の部分は1つのリーディングフレームで翻訳され、後の部分は異なるリーディングフレームで翻訳される。これは、フレームシフト変異とは異なるもので、ヌクレオチド配列（DNAまたはRNA）は変更されず、読み取られるフレームのみが変更される。

## 参照項目
- 遺伝情報 (分子生物学)（英語版）
- 方向性 (分子生物学)
- センス (分子生物学)